# おかずクラブ
おかずクラブは、吉本興業所属の女性お笑いコンビ。2009年結成。NSC東京校15期生。

## メンバー
オカリナ（1984年9月28日（40歳） - ）
本名:稻尾真季（いなお まき）。宮崎県西都市出身。血液型はA型、身長は152cm、B93cm W78cm H97cm。
日南学園高等学校看護科に病院奨学金を得て学び卒業。卒業後は香川県善通寺市の学校法人尽誠学園香川看護専門学校へ進学した。中学2年生の時に祖母を脳梗塞で亡くして人の死を身近に感じ、両親が老いた時に援助したいと看護職を志した。
高校2年生の時に友人からM-1グランプリのビデオを観せられ、ハリガネロックの芸を見て衝撃を受け、その瞬間に「病院奨学金を返したら芸人になる」という目標が生まれたという。合格率90％前後の看護師国家試験は1度不合格になり、内定をもらっていた病院に准看護師として1年間勤務し、2度目の試験で合格。看護師として東京都内の病院に3年勤務後、NSC東京校に15期生として入学。看護師時代は点滴が苦手だった。
NSC在学中は、後におかずクラブのメンバーとなる「あっこ」とコンビで『全身コンプレックス』として活動した。近藤春菜（ハリセンボン）からは「自分よりブス」と言われている。芸名は、NSC時代に「好きなことをして自分を30秒間アピール」の授業で30秒間オカリナを吹き続けたことによる。授業後にゆいPと初めて連絡先を交換し、本名でメールを送るが「“オカリナ”なの?」と返信があり、以来オカリナと呼ばれる。
NSC入学後、派遣の看護師に登録し1年ほど働いていたことがあり、NSCに通いながら企業の健康診断など毎日来る仕事によく行っていた。
「ジブリ作品に登場しそうなキャラクター」とよく言われていたため「じゃあジブリ美術館のそばに住もう」と思い、2015年末まで東京都武蔵野市で約8年間暮らしていた。NSC時代は電車賃を節約して自転車で通学し、芸人としてブレイク後も自転車で移動していた。武蔵野市在住時代に自転車で行った一番遠い場所は、東京都あきる野市の東京サマーランド。
2014年の「よしもとぶちゃいくランキング」で8位、2015年「よしもとぶちゃいくランキング」で4位となる。
趣味は『ONE PIECE』を全巻所有するなど漫画の収集で、好きな漫画として『道士郎でござる』『団地ともお』『幸せカナコの殺し屋生活』『消えた初恋』や、産婦人科医院を舞台にした『透明なゆりかご』などを挙げている。
2016年に漫画『ONE PIECE』の劇場版『ONE PIECE FILM GOLD』にモブ役でもいいから声優で出演したいと熱望し、マッスル亀 役で出演した。ジャニーズのNEWSとテレビドラマ『おっさんずラブ』（テレビ朝日）の大ファンである。その情熱からドラマのロケ地巡りをする企画を『マツコ&有吉 かりそめ天国』（テレビ朝日）に持ち込み、実現させた。
2017年に小林豊（BOYS AND MEN）の大ファンとなり、ボイメンのCD『帆を上げろ!』を100枚、計13万円分購入したことがある。またロケで神社に行くと必ず絵馬に「ボイメンが紅白歌合戦に出られますように」と書いて祈願している。
黒沢かずこ（森三中）から勧められたことがきっかけで、2020年3月にYouTubeチャンネル「ときどきオカリナ」を開設。「朝ごはん」「お昼ごはん」などのタイトルで、ただ食事をするだけの動画を投稿している。いつも眉間にシワを寄せ険しい表情で食事をしているが、その理由について「高校生の頃にシワを寄せる仕草をしていたところ、それが癖になってしまい、今でもシワが寄ってしまう」と語っている。チャンネル名の由来は、「ときどき私のことを見てくれたらいいな」と思ったから。2021年1月に登録者数10万人を突破した。
彼氏が欲しくて堪らなく、もし彼氏が出来て芸人を辞めろと言われたらすぐにでも辞めるとテレビ番組で語っていた。

ゆいP（ゆいピー、1986年4月28日（39歳） - ）
本名:藤野ゆい（ふじの ゆい）。兵庫県伊丹市出身、小学生の時に東京都東大和市に転居。血液型はA型。身長158cm、体重93kg。B115cm W106cm H122cm。
趣味は読書、アニメ鑑賞（子供の頃は『美少女戦士セーラームーン』が好きだった）、食事。
東京都立久留米高等学校（現・東京都立東久留米総合高等学校）、桜美林大学卒業。大学時代はラクロス部に所属。
芸人になろうと思ったのは大学4年生の時で、就職活動をする中で自分の好きなこと、人を笑わせることをやろうと思い立つ。憧れの芸人は藤井隆（NSCの願書にもこう書いていた）。
かつてアルバイトで西武園ゆうえんちに勤務していた事がある。汽車の運転手をしていた。2015年時点でも西武園ゆうえんちに籍は置き続けている。
自ら処女であると話し（2022年時点ではオカリナも処女とのこと）、ゆいPの「P」は「ピュア」のPとのことで、ピュアでなくなったらPを取るつもりである。
自称「平愛梨似」で、目元は矢田亜希子または柴咲コウ似とも話している。また、大学生時代はベッキーに似ていると言われていた。
オカリナと共にジャニーズのNEWSの大ファンである。
2011年に趣味実用番組『きれいの魔法』（NHK Eテレ）に一般人として出演したことがある。
2019年4月に放送されたトークバラエティ番組『ダウンタウンDX』（読売テレビ）で、275万円のハープを購入したことを公表した。練習不足のため、2022年7月時点でもあまり上達はしていない。
2019年8月にYouTubeチャンネル「ゆいPチャンネル」を開設。初期には恋愛アドベンチャーゲーム『囚われのパルマ』の実況動画を中心に投稿していた。2020年にコロナ禍で自粛期間中に知人から勧められたことをきっかけにオンラインRPG『ファイナルファンタジーXIV』を始め、不定期で生配信を行っている。メインジョブはモンクただし下手。
2020年2月に体重が121kgまで増加し「股ずれ防止スパッツ」が必需品だったが、野菜スープ中心の食生活に変え7か月でマイナス36kgのダイエットに成功したが、その数か月後にリバウンドし始めてダイエット前とほぼ同じ体重に戻っている。

### 元メンバー
まんちゃん
高校卒業後、会社に就職。会社を退社後は1年間海外に渡った。
おかずクラブ結成当時のメンバーでリーダー格でもあった。しかし、「人生を考え直す」という理由で2010年10月末で脱退し、芸人を引退した。

あっこ
趣味は旅行、ネットショッピング、海外のゴシップ雑誌を読むこと。おかずクラブ結成前、オカリナと「全身コンプレックス亅というコンビを組んでいたが解散。
のちにまんちゃんと入れ替わりで2010年11月におかずクラブに加入するが、方向性の違いという理由で2011年11月に程なく脱退した。

## 略歴
2009年に結成、コンビ名（トリオ名）のおかずクラブはメンバーがそれぞれ料理のおかずのような感じがするということから（オカリナが芋の煮っころがし、ゆいPが唐揚げみたいな感じだからとのこと）で、「ダサいのが私たちらしい」ということでダサい名前を付けたかったからだと語っており、後に「あなたのおかずになりたい」という意味を付け加えている。最初はトリオで、周囲からは「森三中2世」という期待も寄せられていたが、2010年10月でまんちゃんが脱退、入れ替わりで加入したあっこも2011年11月に脱退したため、これ以後はオカリナとゆいPのコンビでの活動となった。二人ともNSC時代は真面目な生徒で、始発で来て終電で帰るほど当時からお笑いへの情熱が強かったと回顧しているが、その情熱が強すぎたことがメンバーの脱退が相次いだ原因なのではとも話している。なお、脱退が続いたことで「問題コンビ」というレッテルが貼られ、最初は評価してくれていたという人たちにも無視され始めるようになり、ずっと見返してやると思い続けていたという。
2014年7月24日に初単独ライブ『おかずクラブは今夜もあなたのおかずです』を東京・渋谷のヨシモト∞ホールで開催した（『彩〜irodori〜Summer Festival』の一環でのライブ）。
2015年1月1日（2014年12月31日深夜）にオンエアされた『ぐるナイ大晦日恒例!おもしろ荘 若手にチャンスと愛を…誰か売れて頂戴SP』（日本テレビ）で、この回の優勝者に選ばれたことがきっかけで注目され始め、以後はテレビ・メディアなどの出演が増加している。『ゴッドタン』（テレビ東京）のオーディションで「即興演技が得意」と言って演じたところ、合格しただけでなく30分丸々おかずクラブメインの企画『キス我慢選手権』として放送された。
同年10月3日深夜からバラエティ番組『チェンジ3』（テレビ朝日）で初のレギュラー出演。
2017年2月にオカリナの出身地である宮崎県西都市の特命大使にコンビで就任。なお、ゆいPの母方の実家も宮崎県にある。
『女芸人No.1決定戦 THE W』には2017年の第1回大会から参加し、2019年（第3回）に初の決勝進出。その後2023年（第7回）では決勝進出出来なかったものの、自分たちが“第13位”のリザーバー（補欠）で、リハーサルにも参加したことを自ら明かしている（結局第7回決勝戦では辞退者は無かった）。

## 芸風
ネタはコントが中心で、ボケとツッコミは明確に分かれていない。少女漫画のパロディ風なものも多い。2015年1月1日放送の『おもしろ荘』で演じた『エリカとすみれ』などのネタがあり、台詞ではオチの所で怒鳴ることもある（「これがお前らのやり方かぁー!」など）。このネタは、とにかく「腹立たしい」（この言葉は2人曰く、女芸人にとっての褒め言葉とのこと）と思わせるものを作ろうとしたことから出来ていったもので、2人が恩師と慕う山田ナビスコにアドバイスをもらいながら作っていった。なお、2人ともツッコミが出来ない。
漫才はこれまでに2014年7月24日の初単独ライブで1本だけ演じたことがあるが、それ以来一度もやっていない。「（漫才をやっていると）嘘くさく聞こえるから」とのことで、営業の仕事は苦手とも語っている。

## 出演

### レギュラー番組
- 世界の果てまでイッテQ!（2015年6月21日 - 、日本テレビ） - 準レギュラー
- デルサタ（2016年4月9日 - 、メ～テレ）- 準レギュラー
- キャイ～ン＆おかずクラブの激ウマ西遊記（2016年6月26日 - 、中京テレビ） - 冠番組
- おかずクラブのクローズアップ女子会（2017年3月24日 - 、CBCテレビ） - 冠番組
- ただいま!テレビ（2019年7月 - 、テレビ静岡） - コーナーレギュラー（静岡裏表さんぽ）

### テレビ
- ピラメキーノ（テレビ東京）
- ピロロン学園（2012年7月25日、日本テレビ）
- あるわぁ THE サバイバル（2012年10月2日、フジテレビ）
- 日10☆演芸パレード（2013年4月21日、毎日放送/TBSテレビ）
- ぐるナイ おもしろ荘（日本テレビ）
- ザ!世界仰天ニュース（日本テレビ)
- オモクリ監督 〜O-Creator's TV show〜（2015年1月25日、フジテレビ）
- メレンゲの気持ち（2015年2月21日、日本テレビ）
- くりぃむナンチャラ（2015年3月7日、テレビ朝日）
- お願い!ランキング（テレビ朝日）
- ほんとになった作り話（2015年4月28日、日本テレビ）
- 満天☆青空レストラン（2015年5月2日、日本テレビ）
- IPPONスカウト（フジテレビ）
- 前略、西東さん（中京テレビ）
- PON!（日本テレビ）
- ZIP!（日本テレビ） - 「1分動画笑」コーナー
- 有吉の壁（日本テレビ）
- 博士と助手〜細かすぎて伝わらないモノマネ選手権〜（2015年4月23日、フジテレビ） - 第21回「未公開版」出演
- 人生が変わる1分間の深イイ話（2015年5月11日、日本テレビ）
- サンバリュ（日本テレビ）
  - 華丸大吉のTHEツボネタ 〜○○の笑いのツボ狙いました〜（2015年5月17日）
  - グラフクラブ（2015年5月24日）
- ロンドンハーツ（テレビ朝日）
- ゴッドタン（テレビ東京）
- さんまのまんま（2015年5月9日、関西テレビ）
- 今夜くらべてみました（2015年5月26日、日本テレビ）
- 笑神様は突然に…（2015年5月29日、日本テレビ）
- 絶対!知るべきすちゃん（2015年5月31日、テレビ東京）
- 有田チルドレン（2015年6月2日、TBSテレビ）
- しゃべくり007（2015年6月8日、日本テレビ）
- チェンジ3（2015年10月 - 2017年9月26日、テレビ朝日） - 初レギュラー番組 [36]
- くりぃむVS林修!早押しクイズサバイバー2015秋（2015年10月7日、テレビ朝日）
- はやりば（2015年、中京テレビ）
- ヒルナンデス!（2016年4月5日 - 2017年3月28日、日本テレビ）- 火曜レギュラー[注 1]
- 王様のブランチ（2016年4月2日 - 2018年3月31日 、TBSテレビ）- 隔週出演
- 突然ですが占ってもいいですか？（2020年11月、フジテレビ）[39]

ゆいP
- めちゃ×2イケてるッ!（フジテレビ）
  - 「超痛快!リトルダディ」（2012年2月18日・5月5日）[40]
  - 「めちゃ日本女子プロレス」（2018年3月17日） - セコンドにオカリナも出演[41]
- 潜在能力テスト（フジテレビ）不定期出演
- 東大王（2021年1月27日、TBSテレビ）

オカリナ
- 芸能人格付けチェック（2022年3月22日- 、朝日放送テレビ） - 『映す価値無し』に認定された出演者25名の一部の代演担当、大半の代演はハリウッドザコシショウが担当。※音声は本人（正解発表にて本人たちに戻す場合もある）

### テレビドラマ
- ブスと野獣（2015年8月 - 9月、フジテレビ） - 主演・篠原幸恵 役（ゆいP） / シズカ 役（オカリナ）[42]

ゆいP
- 博多ステイハングリー 第2話（2014年4月8日、テレビ西日本）
- 別れたら好きな人 最終話（2015年11月27日、東海テレビ）[43]
- ふなっしー探偵（2016年1月7日、フジテレビ）
- 時をかける少女（2016年7月9日 - 8月6日、日本テレビ） - 前川陽子 役
- ひみつ×戦士 ファントミラージュ!（2019年7月21日、テレビ東京） - モナナ・リササ 役
- 警視庁ゼロ係〜生活安全課なんでも相談室〜 第5シリーズ（2021年、テレビ東京） ‐ 高梨さくら 役

オカリナ
- 天才バカボン（日本テレビ） - バカボン 役
  - 天才バカボン〜家族の絆（2016年3月11日）[44][45]
  - 天才バカボン2（2017年1月6日）
  - 天才バカボン3〜愛と青春のバカ田大学（2018年5月4日）
- マイファミリー 第3話（2022年4月24日、TBSテレビ） - 運転手の嫁 役[46]
- ひまわりっ 〜宮崎レジェンド2〜（2022年5月16日 - 、テレビ宮崎） - オカリナ（本人）役
- 雛菊 警視庁強行犯係 樋口顕（2023年6月26日、テレビ東京） - 西野秋江 役[47]

### 映画
ゆいP
- 幽鬼（2015年）
- 劇場版 おっさんずラブ 〜LOVE or DEAD〜（2019年）

### テレビアニメ
- ポプテピピック TVアニメーション作品第ニシリーズ（2022年） - 主人公・女プレイヤー 役（ゆいP）

### アニメ映画
- 劇場版 マジンガーZ / INFINITY（2018年） - マジンガールズ（ピンク） 役（ゆいP） / マジンガールズ（ブルー） 役（オカリナ）[48]

オカリナ
- ONE PIECE FILM GOLD（2016年） - カメ 役

### 吹き替え
- キング・オブ・エジプト（2016年） - アスタルテ 役（ゆいP） / アナト 役（オカリナ）

### 舞台
ゆいP
- ミュージカル「アンタッチャブー」（2013年5月17日 - 26日、東京・渋谷CBGKシブゲキ!!）[49]
- ミュージカル「シンデレラストーリー」（2022年9月6日 - 19日・日本青年館ホール、9月24日 - 25日・東海市芸術劇場大ホール、10月1日 - 2日・キャナルシティ劇場、10月7日 - 10日・梅田芸術劇場） - 義姉オードリー 役[50]

### ラジオ
- Saturday Night Laugh（2015年4月11日、TBSラジオ）
- とにかく明るい安村と紗倉まなのとにかく丸裸!（2016年1月23日、文化放送）
- エビ中☆なんやねん（2016年7月12日 - 2018年6月5日、MBSラジオ）
- 大竹まこと ゴールデンラジオ!（2020年2月10日、文化放送）

### Webテレビ
ゆいP
- 恋する♥週末ホームステイ（AbemaTV）
- アベマ大縁日〜人気番組勢ぞろい！神宮花火大会生中継で豪華プレゼント大放出SP〜（2018年8月11日、AbemaTV） - 恋する週末ホームステイ代表[51]

### Web配信
ゆいP
- シンストを10倍楽しむ方法（2022年6月25日、ZAIKO） - ミュージカル「シンデレラストーリー」のキャストのひとりとして

### CM
- クルーズ「エレメンタルストーリー」（2015年 - ）[52]
- BOAT RACE振興会「押しかけ女房の巻」（2016年）[53]

オカリナ
- サントリー「ほろよい」（2016年） - WEB CM[54]
- サントリー「オールフリー」（2021年）[55]
- 雪印メグミルク「6Pチーズ おとなのとろッピ～篇」（2021年） [56]

### イベント
- ナチュラリ UVMずっと一緒篇 新CM発表会（2017年8月17日）[57]